# AnsaldoBreda Sirio

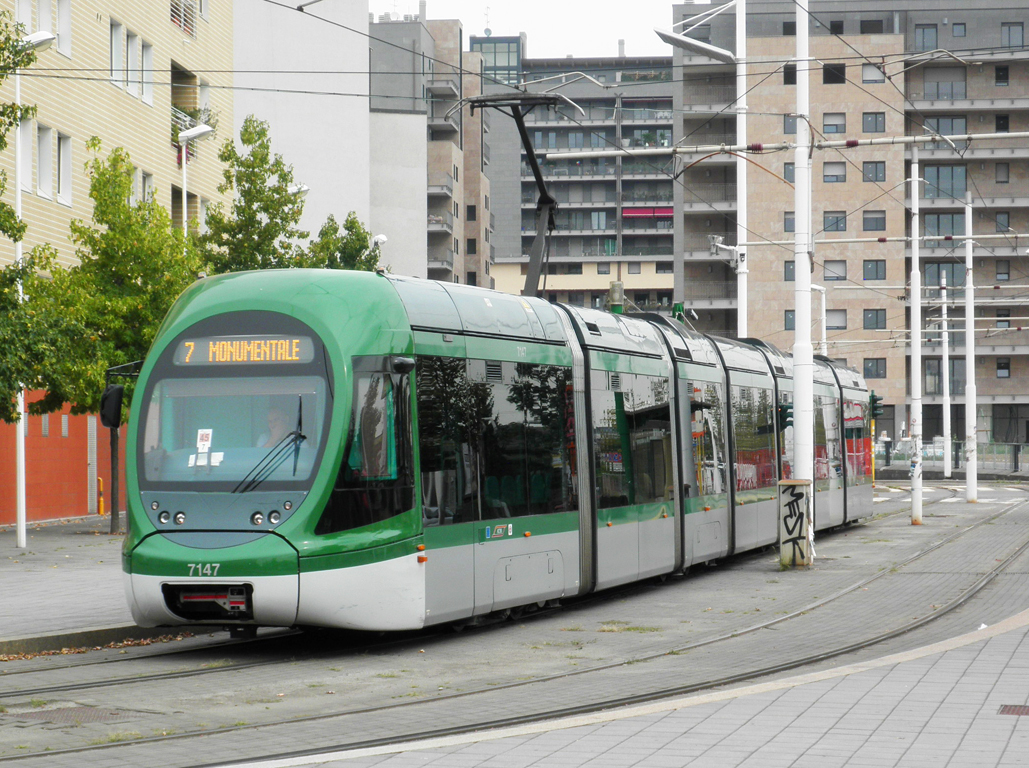
Tram Sirio dell'ATM di Milano

Il Sirio è un modello di tram snodato prodotto da Hitachi Rail Italy in Italia a partire dal 2002.

## Caratteristiche

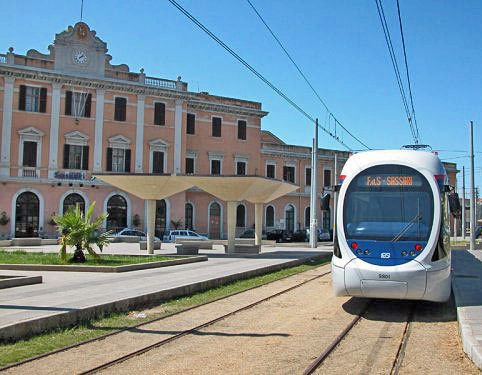
Tram snodato "Sirio" a Sassari in piazza Stazione

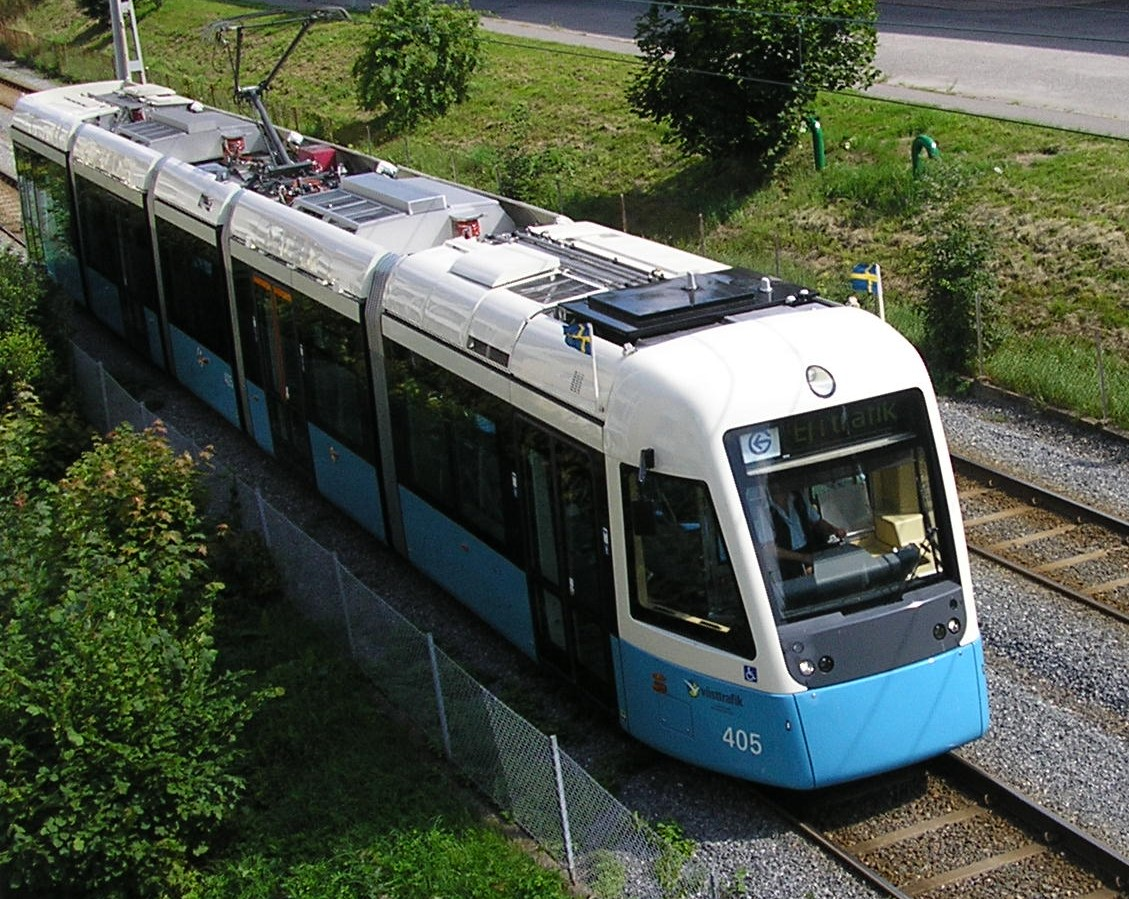
Tram snodato "Sirio modificato" n. 405 a Göteborg

Il Sirio dell'Ansaldobreda, disegnato da Pininfarina, ha il pianale totalmente ribassato, pantografo ad angolo posizionato sulla carrozza centrale, forme aerodinamiche con frontale ovoidale in cui sono inseriti il display indicatore della linea e del percorso, il parabrezza ed i fanali. Può raggiungere la velocità di 70 km/h.
Altre caratteristiche migliorano il comfort per il passeggero: aria condizionata, ampie porte, assenza di scalini all'interno della vettura, pedane per disabili.
È un tram snodato.

## Versioni
Questo tram può essere monodirezionale o bidirezionale e differenziarsi anche per la lunghezza ed il numero di elementi raccordati (generalmente cinque o sette).
Esiste anche un tipo modificato, con frontale squadrato, richiesto dalla città di Göteborg in Svezia e dalla città di Bergamo in Italia.
Il sistema di informazione passeggeri (cartelli a messaggio variabile interni/esterni) ed il sistema di entertainment sono stati sviluppati da Tattile srl.
Nel 2010 è stato ordinato un tram-treno basato sulla piattaforma del tram Sirio per la ferrovia Genova-Casella, linea di montagna a scartamento metrico dell'entroterra ligure; a causa di problemi riscontrati sui carrelli, alla fine il mezzo non è stato realizzato ed il denaro stanziato per il progetto è stato riutilizzato per l'ammodernamento dei treni già in servizio sulla linea.

## Diffusione
| Paese   | Rete                  | Quantità | Anno consegna | Lunghezza (in m) | Larghezza (in m) | Alimentazione elettrica | Direzionalità         | Fonte  | Note                                    |
| ------- | --------------------- | -------- | ------------- | ---------------- | ---------------- | ----------------------- | --------------------- | ------ | --------------------------------------- |
| Cina    | Pechino (Xijiao line) | 31       | 2017          | 32,075           | 2,650            | 750 V                   | Mezzi bidirezionali   |        |                                         |
| Cina    | Zhuhai                | 11       | 2014          | 32,075           | 2,650            | 750 V                   | Mezzi bidirezionali   | [ 2 ]  |                                         |
| Grecia  | Atene                 | 35       | 2004          | 32,310           | 2,400            | 750 V                   | Mezzi bidirezionali   | [ 3 ]  | Serie TA10000                           |
| Italia  | Bergamo               | 14       | 2009          | 32,060           | 2,400            | 750 V                   | Mezzi bidirezionali   | [ 4 ]  | Tram TEB serie 001-014                  |
| Italia  | Firenze               | 17+22+7  | 2009-2017     | 32,030           | 2,400            | 750 V                   | Mezzi bidirezionali   | [ 5 ]  | Serie 1000 e 2000                       |
| Italia  | Milano                | 48       | 2002-2010     | 35,350           | 2,400            | 600 V                   | Mezzi monodirezionali | [ 6 ]  | Tram ATM serie 7100                     |
| Italia  | Milano                | 35+33    | 2003-2011     | 26,450           | 2,400            | 600 V                   | Mezzi monodirezionali | [ 6 ]  | Tram ATM serie 7500 Tram ATM serie 7600 |
| Italia  | Napoli                | 22       | 2007          | 20,200           | 2,300            | 750 V                   | Mezzi bidirezionali   | [ 7 ]  | Serie 1100                              |
| Italia  | Sassari               | 4        | 2006          | 27,470           | 2,400            | 750 V                   | Mezzi bidirezionali   | [ 8 ]  | Serie SS01-SS04                         |
| Svezia  | Göteborg              | 65       | 2005-2006     | 29,550           | 2,650            | 750 V                   | Mezzi monodirezionali | [ 9 ]  |                                         |
| Turchia | Kayseri               | 22       | 2008-2009     | 32,350           | 2,650            | 750 V                   | Mezzi bidirezionali   | [ 10 ] |                                         |
| Turchia | Samsun                | 16       | 2010          | 32,075           | 2,650            | 750 V                   | Mezzi bidirezionali   |        |                                         |